# HD217062
HD217062 — хімічно пекулярна зоря спектрального класу B9, що має видиму зоряну величину в смузі V приблизно  7,2.
Вона  розташована на відстані близько 1016,1 світлових років від Сонця.

## Фізичні характеристики
Телескоп Гіппаркос зареєстрував фотометричну змінність  даної зорі з періодом    1,27 доби в межах від  Hmin= 7,24 до  Hmax= 7,18.